# Lewis Cubitt
Lewis Cubitt (1799-1883) est un Ingénieur civil et architecte anglais qui est principalement reconnu pour la conception du bâtiment de la gare de King's Cross mis en service en 1852.

## Biographie
Lewis Cubitt est né le 29 septembre 1799, ses parents Jonathan Cubitt (1760-1807) et Agnes Scarlette ont déménagé du comté de Norfolk pour Londres vers 1791, son père est charpentier. En 1815 Lewis commence un apprentissage de charpentier avec son frère ainé Thomas Cubitt, membre de la Carpenters' Company depuis l'année précédente.
C'est en 1822 qu'il termine son apprentissage et devient lui aussi membre de la Carpenters' Company. Il se forme chez l'architecte Henry Edward Kendall et commence à travailler sur les projets de son frère Thomas qui construit des logements. Lewis est associé avec ses frères Thomas et William dans la Messrs. T. W. and L. Cubitt de 1824 à 1827. Ensuite il poursuit sa collaboration avec Thomas. Il se marie avec Sophia Kendall (1811-1879), la fille de l'architecte, le 23 janvier 1830. En 1931 il va travailler avec son frère William, entrepreneur de travaux publics et en 1833 Lewis devient membre de l'Institution of Civil Engineers.
Lewis ouvre ensuite un cabinet d'architecture au 77 Great Russell Street à Londres pour, sans doute, la conception de logements. Dans les années 1840 il est reconnu comme architecte des chemins de fer avec notamment la création de la Bricklayers Arms station (1842) et d'un autre bâtiment à Colchester. Il réalise également de nombreux ponts, la plupart situés en Amérique du Sud, en Australie et en Inde. Néanmoins certains sont au Royaume-Uni. Le pont de la compagnie Great Northern Railway faisant partie de la East Coast Main Line, qui franchit la Nene River à Peterborough, construit en 1847, qui lui a été attribué a en fait été construit sous la direction de William Cubitt, responsable de la construction de la ligne de chemin de fer entre Londres et York, et son fils, Joseph Cubitt,.
C'est à Londres qu'il conçoit son œuvre la plus remarquable, le bâtiment de la gare de King's Cross ouvert en 1852, et le Great Northern Hotel, édifié en 1854 à côté de la gare.

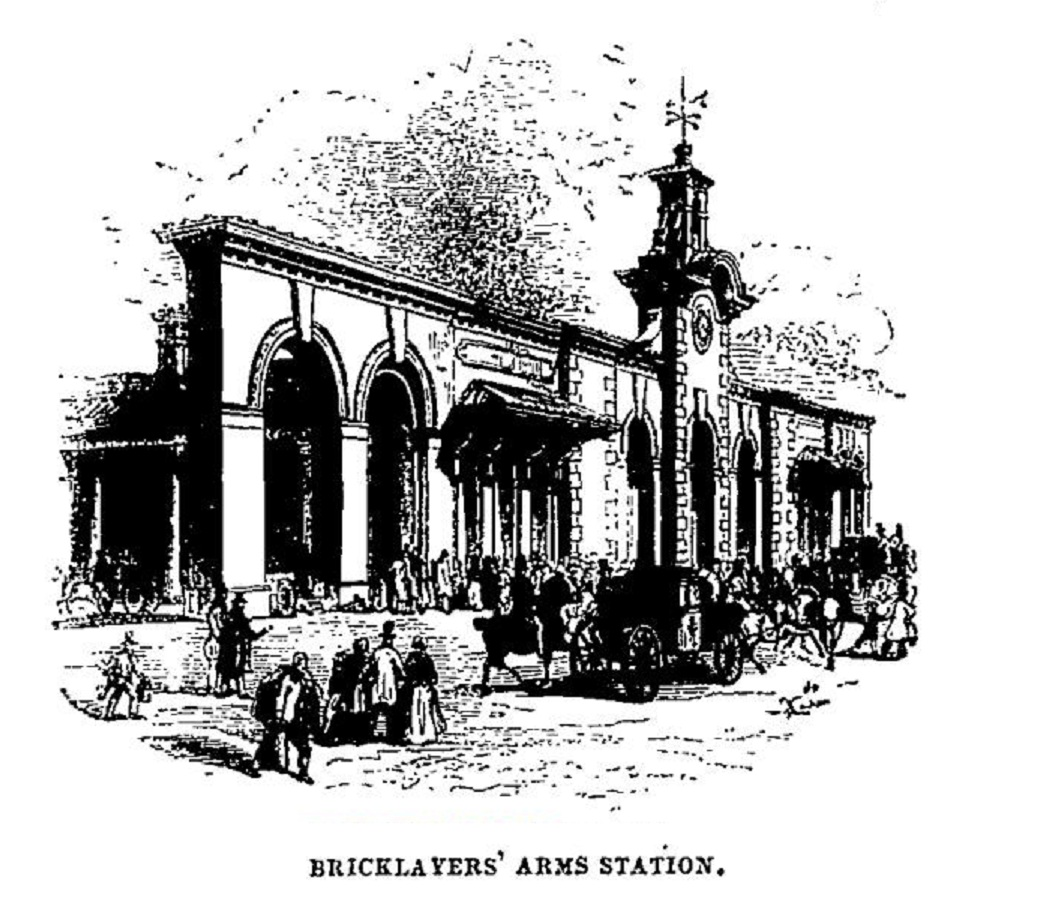
Gare de Bricklayers Arms.
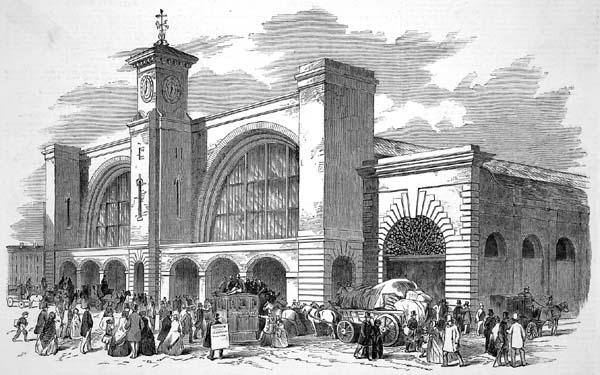
Gare de King's Cross.
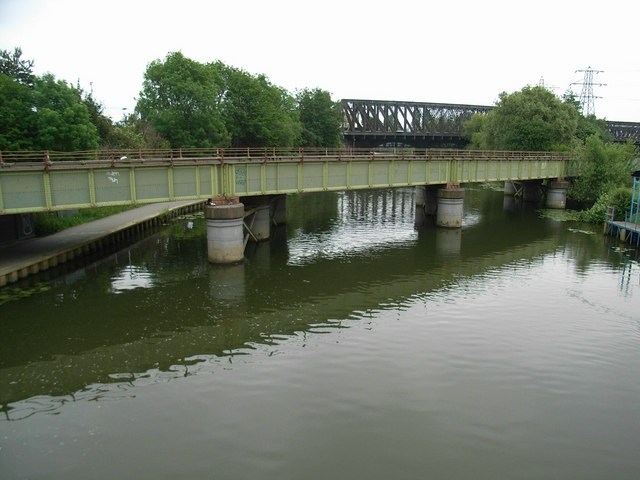
Pont de l'East Coast Main Line.

## Hommage
À Londres, plusieurs lieux portent son nom à côté de la gare de King's Cross : la place Lewis Cubitt Square et le jardin public Lewis Cubitt Park.

## Famille
Jonathan Cubitt (1760–1807), charpentier de Norfolk, marié à Agnes Scarlett dont il a trois fils :
- Thomas Cubitt (1788–1855) marié à Mary Anne Warner, promoteur immobilier londonien, et constructeur de bâtiments ;
- William Cubitt (1791–1863) marié à Elizabeth Scarlett, constructeur de bâtiments, lord-maire de Londres en 1860 ;
- Lewis Cubitt (1799-1883) marié Sophia Kendall (1811-1879).